# Drosera lowriei
Drosera lowriei es una especie de planta perenne tuberosa perteneciente al género de plantas carnívoras Drosera. 

## Descripción
Forma una roseta de unos 3 cm de diámetro. Se considera que está relacionada con D. zonaria. 

## Distribución y hábitat
Es un endemismo de Australia Occidental, en una zona al noroeste de Esperance. Crece en suelos de zonas húmedas cerca de los afloramientos de granito.

## Taxonomía
Drosera lowriei fue formalmente descrito por primera vez por N.G.Marchant en 1992 y publicado en Kew Bulletin 47: 318. 1992.

Etimología
Drosera: tanto su nombre científico –derivado del griego δρόσος (drosos): "rocío, gotas de rocío"– como el nombre vulgar –rocío del sol, que deriva del latín ros solis: "rocío del sol"– hacen referencia a las brillantes gotas de mucílago que aparecen en el extremo de cada hoja, y que recuerdan al rocío de la mañana.
lowriei: epíteto nombrado en honor a Allen Lowrie.
Sinonimia
- Sondera lowriei (N.G.Marchant) Chrtek & Slavíková, Novit. Bot. Univ. Carol. 13: 44 (1999 publ. 2000).[3][4]